# Ninth Avenue (stacja metra)
Ninth Avenue – stacja metra nowojorskiego, na linii D. Znajduje się w dzielnicy Brooklyn, w Nowym Jorku i zlokalizowana jest pomiędzy stacjami 36th Street i Fort Hamilton Parkway. Została otwarta 24 czerwca 1916.